# 女屋町
女屋町（おなやまち）は、群馬県前橋市の地名。郵便番号は379-2163。2013年現在の面積は0.77km2。

## 地理
桃ノ木川左岸に位置している。

### 河川
- 桃ノ木川
- 寺沢川

## 歴史
江戸時代頃からある地名であり、前橋藩領だった。

### 年表
- 天正18年（1590年） - 平岩親吉が前橋城主となり、以後女屋は江戸時代を通じて前橋藩領だった[5]。
- 寛文8年（1668年） - 「上野国郷帳」に「女屋村」として見える[6]。
- 明治22年（1889年）4月1日 - 町村制施行により、女屋村は天川大島村、上大島村、上長磯村、東上野村、野中村、下長磯村、小島田村、小屋原村、下大島村、笂井村、上増田村、下増田村、駒形新田と合併し南勢多郡木瀬村が成立する。
- 明治29年（1896年）4月1日 - 南勢多郡と東群馬郡が統合し勢多郡となる。
- 昭和30年（1955年）4月1日 - 木瀬村の一部の天川大島、上大島、女屋、上長磯、東上野、野中が前橋市へ編入される。そのため前橋市女屋町となる。

### 地名の由来
昔、利根川がこの辺りを流れていた頃、岸に主人や息子に先立たれ女主人が商売をしている店があった。この店が「女屋」と呼ばれたことから、利根川の変流によって川の跡に集落が移ったのちに集落名が女屋となったという。

## 世帯数と人口
2017年（平成29年）8月31日現在の世帯数と人口は以下の通りである。
| 町丁   | 世帯数  | 人口  |
| ------ | ------- | ----- |
| 女屋町 | 213世帯 | 563人 |

## 小・中学校の学区
市立小・中学校に通う場合、学区は以下の通りとなる。
| 番地 | 小学校             | 中学校             |
| ---- | ------------------ | ------------------ |
| 全域 | 前橋市立永明小学校 | 前橋市立木瀬中学校 |

## 交通

### 鉄道
鉄道駅はない。

### バス
永井運輸が、前橋公園 - 前橋駅 - 東大室の間にバス路線を開業させており、町内の国道50号上にバス停が設置されている。

### 道路
国道50号が町の南部を東西に通っている。県道は通っていない。

## 施設
- 萬福寺 - 天台宗、比原山宝珠院万福寺[9][10]。
- 桃川神社 - 旧社格は村社[11]。諏訪神社と熊野神社を明治40年（1907年）に合祀した[12]。